# Lampona cohuna
Lampona cohuna is een spinnensoort uit de familie Lamponidae. De soort komt voor in Zuid-Australië en Victoria.